# Kopciszki
Kopciszki (lit. Koptiškė) – wieś na Litwie, w okręgu uciańskim, w rejonie jezioroskim, w starostwie Turmont.
Dawnej używana nazwa to Kapryszki.

## Historia
W czasach zaborów ówczesny zaścianek w granicach Imperium Rosyjskiego.
W dwudziestoleciu międzywojennym osada a następnie zaścianek leżała w Polsce, w województwie nowogródzkim (od 1926 w województwie wileńskim), w powiecie brasławskim, w gminie Smołwy.
Według Powszechnego Spisu Ludności z 1921 roku zamieszkiwało tu 5 osób, wszystkie były wyznania rzymskokatolickiego i zadeklarowały polską przynależność narodową. Były tu 2 budynki mieszkalne. W 1931 w 2 domach zamieszkiwało 8 osób.
Wierni należeli do parafii rzymskokatolickiej w Smołwach. Miejscowość podlegała pod Sąd Grodzki w m. Turmont i Okręgowy w Wilnie; właściwy urząd pocztowy mieścił się w m. Turmont.